# رضا عطارپور مجرد
رضا عطارپور مجرد (نام مستعار: دکتر حسین‌زاده؛ زاده ۱۳۱۷ خورشیدی در کاشان)، یکی از بازجویان ساواک در کمیته مشترک ضد خرابکاری بود.

## زندگی‌نامه
او پس از اخذ دیپلم، در تاریخ ۱۵ خرداد ۱۳۳۸ به صورت روزمزد (پیمانکاری) به استخدام ساواک درآمد. در تاریخ ۵ آبان ۱۳۳۸، به استخدام رسمی ساواک درآمد. او تحصیلات خود را تا مقطع فوق‌لیسانس علوم سیاسی ادامه داد و دوره‌هایی چون «توجیه و حفاظت»، «تخصص بررسی»، «نبرد پنهانی» و «جنگ‌های روانی» را در آلمان گذرانید. او سمت‌هایی چون مسئول دایره دوم، رئیس بخش دوم اداره یکم، معاون اداره پنجم عملیات و بررسی را بر عهده داشت. در تاریخ ۹ مرداد ۱۳۵۱ رئیس اداره یکم عملیات و بررسی اداره کل سوم شد. در تاریخ ۱۰ مرداد ۱۳۵۷، معاون دوم اداره کل سوم گردید. پرویز معتمد در گفت‌وگویی توضیح می‌دهد که عطارپور به دلیل اشتباهی نزدیک بوده که برایش دادگاه نظامی تشکیل شود، اما تنزل مقام یافت و به معاونت ثابتی گمارده شد.

## ترک ایران و همکاری با موساد
چنان‌که در کتاب خاطرات حسین فردوست آمده است، پس از خروج پرویز ثابتی از ایران پیش از پیروزی انقلاب ۱۳۵۷، عطارپور جانشین ثابتی، رئیس ساواک می‌شود. او برخلاف ثابتی، تردیدی در پیروزی انقلاب نداشته و به ادعای فردوست در حضور او به شدت از فساد رژیم شاه انتقاد می‌کرده است. به باور فردوست، عطارپور به دلیل شغل حساس خود و سابقه طولانی کار در ساواک، از همه جنبه‌های فساد حکومت محمدرضا شاه اطلاع کامل داشته است. فردوست ادعا کرده که عطارپور در دیداری دیگر با او، به وی اطلاع می‌دهد که به زودی از ایران خارج خواهد شد و با سازمان اطلاعاتی اسرائیل همکاری خواهد کرد. بدین ترتیب، عطارپور پیش از ۲۲ بهمن ۱۳۵۷ از ایران خارج می‌شود. هوشنگ ازغندی از سربازجوهای ارشد اداره سوم در کتاب خود بیان می‌دارد رضا عطارپور بعد از خروج از ایران به آمریکا می‌رود و ادعاهای مختلف فردوست در مورد وی بی‌پایه و اساس است

## نگارخانه

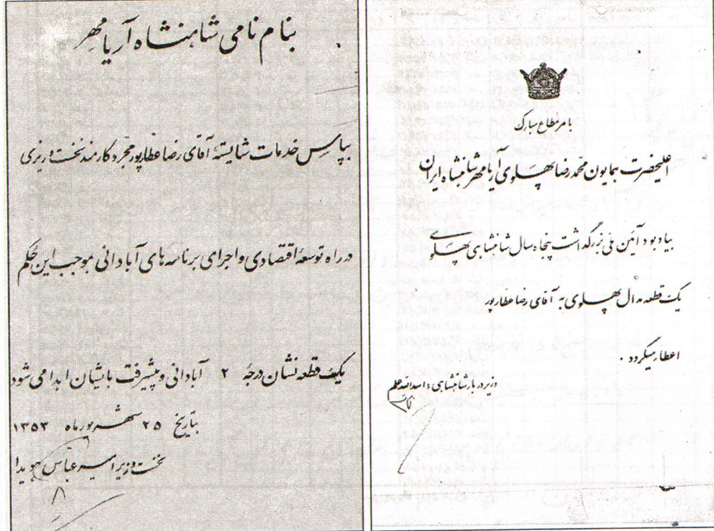
حکم اعطای نشان افتخار به عطارپور مجرد توسط دو نخست وزیر شاه، امیر اسدالله علم و امیرعباس هویدا
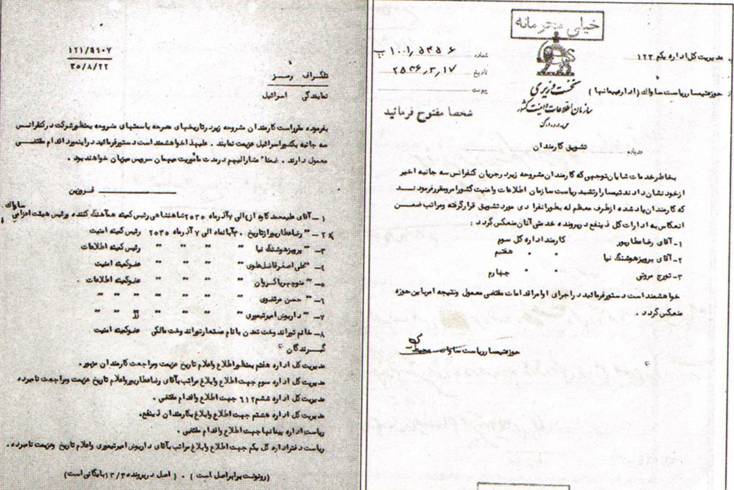
درخواست اعطای نشان افتخار به تعدادی از کارمندان ساواک